# Françoise Dorin
Pour les articles homonymes, voir Dorin.
Françoise Dorin, née le 23 janvier 1928 dans le 17e arrondissement de Paris et morte le 12 janvier 2018 à Courbevoie, est une comédienne, écrivaine, dramaturge et parolière française.

## Biographie
Fille du célèbre chansonnier René Dorin, Françoise Dorin débute comme comédienne avec Michel Piccoli et Roger Hanin. Puis elle travaille pendant trois ans dans les revues de son père au théâtre des Deux Ânes.
Avec Perrette Souplex et Suzanne Gabriello, elle crée le trio baptisé Les Filles à Papa. À partir de cette époque, Françoise Dorin va écrire de nombreuses chansons : D'abord Lettre à Véronique pour Colette Deréal, puis Que c'est triste Venise en 1965 pour Charles Aznavour qui remporte un grand succès ; tous les éditeurs contactés n'étaient pourtant pas vraiment intéressés au départ. Les Compagnons de la chanson la chantent aussi (ils enregistreront également La Costa Brava et la très amusante chanson Y'a rien à faire).
Grâce à Alain Hubert, elle propose à Guy Mardel la chanson N’avoue jamais. Ce titre représente la France au concours Eurovision, en 1965. La chanson arrive 3e et devient très vite un énorme tube. Guy Mardel sort une autre chanson d'elle Avec des si, avec des mais ; la même année, Régine enregistre Qu’est-ce que vous voulez que j’en fasse.  Françoise Dorin met des paroles françaises sur La danse de Zorba pour Dalida ; la chanson deviendra un succès. En 1966 du même auteur, Richard Anthony enregistre La bourse et la vie, Patachou C’est pas croyable, Mireille Mathieu C’est ton nom. Le 10 janvier 1966 est diffusée sur les ondes de l'ORTF la comédie musicale Cendrillon, dont Claude François et Christine Delaroche sont les principaux protagonistes. Elle a composé les paroles des titres suivants : Au coin de mes rêves, Je t'attends et Il y a longtemps. Juliette Gréco lui prend deux chansons : Dieu que ça lui ressemble (1966). En 1967, elle écrit Une chanson comme on n’en fait plus (musique de Gaby Verlor), puis présente à la télévision l'émission quotidienne Paris Club à 12 h 30. Elle monte sa première pièce de théâtre Comme au théâtre ; en 1968, Marie Laforêt enregistre Mais mon cœur est vide et Danielle Darrieux Il n'y en a que pour la rose. Georges Guétary chante Il a fallu. Françoise Dorin écrit aussi des textes pour Line Renaud (Les souvenirs que l’on n'a pas eus), Gigliola Cinquetti (Les filles et les roses), Jean-Jacques Debout (Il paraît qu'un jour), Franck Fernandel (Téléphoner à Sylvie), Les Parisiennes (Les Fans de Mozart), Michel Legrand (Dis-moi), Cora Vaucaire (Oh non, ce n’est pas toi), Jean Piat (Tous les chemins mènent à l’homme et Le Tournant), et Tino Rossi (Ma dernière chanson).
En mai 1977, elle signe un appel demandant l'arrêt de poursuites en cours contre l'organisation d'extrême-droite Groupe union défense.
En 1986, elle participe à la comédie musicale La Valise en carton, inspirée par la vie de Linda de Suza qui est la vedette de ce spectacle. En 2006, elle écrit deux chansons pour Céline Dion intitulées Et s'il n'en restait qu'une, je serais celle-là et On s'est aimé à cause, mises en musique par David Gategno pour le premier titre, Jacques Veneruso, Marc Dupré et Jean-François Breau pour le second. Ces chansons sont parues dans l'album de la chanteuse, D'elles, sorti le 21 mai 2007. Elle est promue commandeur de la Légion d'honneur en 2008.
Souffrante, elle se retire ensuite de la vie publique.
Françoise Dorin meurt le 12 janvier 2018 à l’hôpital de Courbevoie, quelques jours avant son 90e anniversaire. Sa mort, moins de trois après son entrée en Ehpad, est la conséquence d'un choc septique dû à une escarre soignée trop tardivement,. Elle est inhumée au cimetière nouveau de Neuilly-sur-Seine (Hauts-de-Seine).

### Vie privée
Françoise Dorin a épousé en premier mariage, le 5 mai 1950, le journaliste Michel Caste et en second mariage célébré le 2 octobre 1958, Jean Poiret dont elle a eu une fille, Sylvie, en 1960. Cette dernière a épousé en 1985 Mathieu (1957-1997), le fils adoptif de Danielle Darrieux et Georges Mitsinkidès ; ils ont eu deux enfants, Thomas et Julien.
Françoise Dorin a été la compagne de Jean Piat de 1975 à 2018. Il la suit dans la mort huit mois et six jours plus tard et est enterré au cimetière du Montparnasse.

## Œuvres

### Romans
- Le Tube, Flammarion, 1975.
- Va voir maman, papa travaille, Robert Laffont, 1976.
- L'Intoxe et Le Tout pour le tout, Flammarion, 1980.
- Les Lits à une place, Flammarion, 1980.
- Les Miroirs truqués, Flammarion, 1982.
- L'Étiquette, Flammarion, 1983.
- Les Jupes culottes, Flammarion, 1984.
- Les Corbeaux et les Renardes, Flammarion, 1988.
- Les Cahiers tango, Flammarion, 1988.
- Nini Patte-en-l'Air, Robert Laffont, 1990.
- Au nom du père et de la fille, Flammarion, 1992.
- Pique et Cœur, Flammarion, 1993.
- Le Retour en Touraine, Flammarion, 1993.
- Les Vendanges tardives, Plon, 1997.
- La Courte Paille, Plon, 1999.
- Les Julottes, Plon, 2000.
- La Mouflette, J'ai lu, 2001.
- Le Rêve party, Plon, 2002.
- Tout est toujours possible, Plon, 2004.
- Et puis… après (suite de Tout est toujours possible), Plon, 2005.
- Le Cœur à deux places, Plon, 2006.
- En avant toutes !, Plon, 2007.
- Les Lettres que je n'ai pas envoyées…, Plon, 2009.

### Théâtre publié
- L'Autre Valse, suivi de Si t'es beau, t'es con. Paris : LGF, coll. "Le Livre de poche" no 6595, 1989.  (ISBN 2-253-04896-8). Rééd. Flammarion, 1992.  (ISBN 978-2-08-064391-9)
- Soins intensifs. Paris : Plon, 2001, 108 p.  (ISBN 2-259-19561-X)
- Monsieur de Saint-Futile : comédie-vaudeville en 2 actes. Paris : Art et comédie, coll. "Côté scène", 2002, 100 p.  (ISBN 2-84422-263-3)
- Vous avez quel âge ? / préface Jean Piat. Paris : Avant-scène théâtre, coll. "Collection des Quatre-vents", 2010, 63 p.  (ISBN 978-2-7498-1145-1)
- Ensemble et séparément. Paris : Avant-scène théâtre, coll. "Collection des Quatre-vents", 2013, 74 p.  (ISBN 978-2-7498-1259-5)

### Anthologie
- Les Plus Belles Scènes d'amour : anthologie. Paris : Albin Michel, coll. « La bibliothèque amoureuse » no 4, 10/1997, 405 p.  (ISBN 2-226-08950-0).

### Paroles de chansons
- Dorin, père et fille / René et Françoise Dorin. Paris : Plon, novembre 1999, 235 p.  (ISBN 2-259-19197-5).

## Théâtre

### Comédienne
- 1953 : Les Aveux les plus doux de Georges Arnaud, mise en scène Michel de Ré, théâtre du Quartier Latin
- 1958 : Le Chinois de Pierre Barillet et Jean-Pierre Grédy, mise en scène Georges Vitaly, théâtre La Bruyère
- 1986 : L'Âge en question de Françoise Dorin, mise en scène Jean Piat, théâtre des Variétés

### Dramaturge
- 1967 : Comme au théâtre (sous le pseudonyme de Frédéric Renaud), mise en scène Michel Roux, théâtre de la Michodière[8]
- 1968 : La Facture, mise en scène Jacques Charon, théâtre du Palais-Royal
- 1970 : Un sale égoïste, mise en scène Michel Roux, théâtre Antoine[9]
- 1970 : Les Bonshommes, mise en scène Jacques Charon, théâtre du Palais-Royal
- 1971 : Monsieur Pompadour, musique Claude Bolling, mise en scène Jacques Charon, théâtre Mogador
- 1973 : Le Tournant, mise en scène Michel Roux, théâtre de la Madeleine
- 1974 : Le Tube, mise en scène François Périer, théâtre Antoine
- 1976 : L'Autre Valse, mise en scène Michel Roux, théâtre des Variétés
- 1977 : Si t'es beau, t'es con, mise en scène Jacques Rosny, théâtre Hébertot
- 1978 : Le Tout pour le tout, mise en scène Raymond Gérôme, théâtre du Palais-Royal
- 1980 : L'Intoxe, mise en scène Jean-Laurent Cochet, théâtre des Variétés
- 1983 : L'Étiquette, mise en scène Pierre Dux, théâtre des Variétés
- 1986 : L'Âge en question, avec l'auteur et Jean Piat, théâtre des Variétés
- 1988 : Les Cahiers tango, mise en scène Andréas Voutsinás, théâtre Antoine
- 1993 : Le Retour en Touraine, mise en scène Georges Wilson, théâtre de l'Œuvre
- 1996 : Monsieur de Saint-Futile, mise en scène Jean-Luc Moreau, théâtre des Bouffes-Parisiens
- 2001 : Soins intensifs, mise en scène Michel Roux, théâtre Saint-Georges
- 2010 : Vous avez quel âge ?, mise en scène Stéphane Hillel, Comédie des Champs-Élysées

## Filmographie
- 1977 : Les Bonshommes (Pane, burro e marmellata) de Giorgio Capitani, adapté de sa pièce.
- 1989 : À deux minutes près d'Éric Le Hung sur un scénario de Françoise Dorin.

## Hommages
En février 2018, le Conseil de Paris lui rend hommage en donnant son nom à une place : place Françoise-Dorin.
- Commandeur de la Légion d'honneur (2008)